# Saint-Quentin Basket-Ball
El Saint-Quentin Basket-Ball es un equipo de baloncesto francés con sede en la ciudad de Saint-Quentin, que compite en la Pro A, la primera competición de su país. Disputa sus partidos en el Palais des Sports Pierre Ratte, con capacidad para 3.800 espectadores.

## Posiciones en liga
| Temporada | Nivel | Liga         | Pos. | J     | PL  | Resultado        |
| --------- | ----- | ------------ | ---- | ----- | --- | ---------------- |
| 1988-89   | 1     | Nationale 1A | 7    | 19-11 | 2-3 | Cuartos de final |
| 1989-90   | 1     | Nationale 1A | 8    | 17-17 | 2-3 | Cuartos de final |
| 1990-91   | 1     | Nationale 1A | 9    | 15-15 | 3-3 | Cuartos de final |
| 1991-92   | 1     | Nationale 1A | 13   | 9-21  |     |                  |
| 1992-93   | 1     | Nationale 1A |      |       | 3-4 | Octavos de final |
| 1993-94   | 2     | Nationale A2 |      |       |     |                  |
| 1994-95   | 2     | Nationale A2 |      |       |     |                  |
| 1997-98   | 3     | Nationale 2  | 2    |       |     |                  |
| 1998-99   | 3     | NM1          | 1    |       |     | Ascenso campeón  |
| 1999-00   | 2     | LNB Pro B    | 17   | 11-23 |     | Descenso         |
| 2000-01   | 3     | NM1          | 1    | 26-4  |     | Ascenso campeón  |
| 2001-02   | 2     | LNB Pro B    | 9    | 15-15 |     |                  |
| 2002-03   | 2     | LNB Pro B    | 4    | 18-12 |     |                  |
| 2003-04   | 2     | LNB Pro B    | 4    | 18-12 |     |                  |
| 2004-05   | 2     | LNB Pro B    | 10   | 15-17 |     |                  |
| 2005-06   | 2     | LNB Pro B    | 6    | 19-15 | 3-3 | Semifinalista    |
| 2006-07   | 2     | LNB Pro B    | 7    | 19-15 | 3-3 | Semifinalista    |
| 2007-08   | 2     | LNB Pro B    | 14   | 14-20 |     |                  |
| 2008-09   | 2     | LNB Pro B    | 17   | 10-24 |     | Descenso         |
| 2009-10   | 3     | NM1          | 9    | 17-17 | 1-1 | Semifinalista    |
| 2010-11   | 3     | NM1          | 4    | 21-13 | 0-1 | Cuartos de final |
| 2011-12   | 3     | NM1          | 1    | 27-7  | 0-1 | Ascensocampeón   |
| 2012-13   | 2     | LNB Pro B    | 13   | 15-19 | 0-1 |                  |
| 2013-14   | 2     | LNB Pro B    | 10   | 22-22 |     |                  |
| 2014-15   | 2     | LNB Pro B    | 14   | 13-21 |     |                  |
| 2015-16   | 2     | LNB Pro B    | 11   | 17-17 |     |                  |
| 2016-17   | 2     | LNB Pro B    | 17   | 13-21 |     | Descenso         |
| 2017-18   | 3     | NM1          | 4    | 24-10 | 3-3 | Semifinalista    |
| 2018-19   | 3     | NM1          | 4    | 35-9  | 6-2 | Ascensocampeón   |
| 2019-20*  | 2     | Pro B        | 17   | 7-16  |     |                  |
| 2020-21   | 2     | Pro B        | 3    | 22-12 |     |                  |
| 2021-22   | 2     | Pro B        | 3    | 22-12 | 0-2 | Cuartos de final |
| 2022-23   | 2     | Pro B        | 1    | 25-9  |     | Ascensocampeón   |
| 2023-24   | 1     | Pro A        |      |       |     |                  |

*La temporada fue cancelada debido a la pandemia del coronavirus.
fuente:eurobasket.com

## Palmarés
- Semifinales de la Pro B: - 2006, 2007
- Campeón de la NM1: - 2012
- Copa de Francia: - 1987